# David Greenan
David Eastman Greenan (Burlington, 21 september 1943) is een voormalig Amerikaans acteur. Hij is vooral bekend als Omega uit Battlestar Galactica.
Na zijn acteercarrière werd hij praktiserend psycholoog en gezinstherapeut in New York, gespecialiseerd in counseling. Hij is ook assistent-professor aan het Teachers College van Columbia University.

## Filmografie
- The Equalizer (1987) als Hathaway
- Classified Love (1986) als staflid
- Silent Madness (1984) als Mark McGowan
- The Man in the Santa Claus Suit (1979) als Rod Sanborn
- Guiding Light (1979) als Dr. Greg Fairbanks
- Mission Galactica: The Cylon Attack (1979) als vluchtofficier Omega
- Battlestar Galactica (1978-1979) als vluchtofficier Omega
- Battlestar Galactica (1978) als vluchtofficier Omega